# Хартман фон Лихтенщайн
Хартман фон Лихтенщайн (на немски: Hartmann (III) von Liechtenstein; * 9 февруари 1613, Виена; † 11 февруари 1686, дворец Вилферсдорф, Долна Австрия) е княз на Лихтенщайн.

## Произход
Той е син на княз Гундакар фон Лихтенщайн (1580 – 1658) и първата му съпруга графиня Агнес от Източна Фризия (1584 – 1616), дъщеря на граф Ено III от Източна Фризия и Валбурга фон Ритберг. Баща му се жени втори път през 1618 г. за Елизабет Лукреция фон Тешен (1599 – 1653) от род Пясти.

## Фамилия
Хартман се жени на 27 октомври 1640 г. в Кьолн за алтграфиня Сидония Елизабет фон Залм-Райфершайт (* 6 септември 1623; † 23 септември 1688, Виена), дъщеря на алтграф Ернст Фридрих фон Залм-Райфершайт (1583 – 1639) и графиня Мария Урсула фон Лайнинген-Дагсбург-Фалкенбург († 1649). Те имат 23 деца:
- Максимилиан II фон Лихтенщайн (1641 – 1709), княз фон Лихтенщайн, женен I. на 29 април 1669 г. за първата си братовчедка принцеса Йохана Беатрикс фон Лихтенщайн (1650 – 1672), дъщеря на княз Карл Евсебий фон Лихтеншайн (1611 – 1684) и Йохана Беатрикс фон Дитрихщайн († 1676), II. на 1 октомври 1673 г. във Вилферсдорф за принцеса Елеонора фон Холщайн-Зондербург-Визенбург (1655 – 1702), дъщеря на херцог Филип Лудвиг фон Шлезвиг-Холщайн (1620 – 1689) и Анна Маргарета фон Хесен (1629 – 1686), III. на 21 април 1703 г. за принцеса Мария Елизабет фон Лихтенщайн (1683 – 1744), дъщеря на княз Йохан Адам I Андреас фон Лихтенщайн (1662 – 1712) и Ердмунда Мария фон Дитрихщайн-Николсбург (1662 – 1737)
- Франц Карл (*/† 1646)
- Франц Доминикус Евсебиус (1646 -1647)
- Ернст Лудвиг (*/† 1650)
- Франц Лудвиг (*/† 1652)
- Карл Йозеф (*/† 1654)
- Антон Флориан (1656 – 1721), 5. княз фон и цу Лихтенщайн (1719 – 1721), женен на 15 октомври 1679 г. в Граупен за графиня Елеонора Барбара фон Тун-Хоенщайн (1661 – 1723)
- Йохан Ернст (*/† 1657)
- Игнациус Гундакар (*/† 1660)
- Франц Хайнрих (1661 – 1663)
- Леополд (1663, † млад)
- Филип Еразмус (1664 – 1704, убит в Кастелнуово), княз на Лихтенщайн, херцог на Тропау и Йегерндорф, имперски генерал, женен на 8 май 1695 г. за графиня Христина Терезия фон Льовенщайн-Вертхайм-Рошфор (1665 – 1730), дъщеря на граф Фердинанд Карл фон Льовенщайн-Вертхайм-Рошфор (1616 – 1672) и ландграфиня Анна Мария фон Фюрстенберг-Хайлигенберг (1634 – 1705)
- Хартман (1666 – 1728)
- Мария Елизабет (1642 – 1663)
- Йохана (1644 – 1645)
- Терезия Мария (164 – 1712), омъжена на 25 април 1667 г. във Виена за граф Михаел Йохан II фон Алтхан (1643 – 1722)
- Сидония Агнес (1645 – 1721), омъжена 1667 г. за граф Карл Пáлфи аб Ердьод († 1694)
- Катарина (*/† 1648)
- Анна Мария (1650 – 1704), омъжена 1667 г. за граф Рудолф Вилхелм фон Траутмансдорф (1656 – 1689)
- Мария Франциска (1653 – 1654)
- Мария Максимилиана (1659 – 1687), омъжена 1680 г. за граф Максимилиан фон Тун-Хоенщайн (1638 – 1701)
- син (*/† 1665)
- Хартман (1666 – 1728)